# Глутаримид

Глутаримид (2,6-дикетопиперидин) — органическое соединение, относящиеся к имидам карбоновых кислот, с формулой (CH 2 )3 (CO)2NH. Входит в состав, как глутаминовая кислота, в психостимулирующее, возбуждающее и отчасти ноотропное действие лекарственных препаратов; мощный ингибитор синтеза белка.

## Физические и химические свойства
Кристаллы или кристаллические хлопья, белого цвета. Растворим в воде, горячем этаноле и кипящем бензоле. Нерастворим в эфире. BRN - 110052. Топологическая полярная поверхность, моноизотопная масса.
Кольцо глутаримида под действием разбавленной щелочи расщепляется, поэтому кольца полиангидроглутами-новой кислоты в монослое на щелочных растворах также будут расщепляться, причем в различной степени в зависимости от величины pH. Возникающая при этом поли-Ь-глутаминовая кислота образует не растянутую, а конденсированную пленку с уменьшенной предельной площадью. Это позволяет предположить, что возникающая таким образом поли-Ь-глутаминовая кислота должна включать как а-, так и у-пептидные связи и аналогично поли-у-Ь-глутаминовой кислоте не способна образовывать монослой на водных растворах различного состава.

## Методы получения
Синтезируют каталитические окислители, аминированием углеводородов (фталимид-из ксилола), окислением азотсодержащих гетероциклов (напр., сукцинимид-из пиррола), карбонилированием амидов 3,7-ненасыщенных кислот в присутствии Со(СО)а (напр., глутаримид-из амида фенилуксус-ной кислоты).
Вещество было выделено в виде циклического глутаримида СНа-—СО
Катализируемое окисление перекисями. Амиды и лактамы избирательно окисляются в имиды трет-бутилгидроперекисью или надуксусной кислотой в присутствии следов ионов переходных металлов, таких, как ионы марганца в соединениях типа М. а. Например, Ирм катализируемом реагентом окислении 2-пиперидона надуксусной кислотой (25%-ный раствор в этилацетате) получают с 72%-ным выходом глутаримида.
Так же соединение образуется при дегидратации амида глутаровой кислоты.

## Применение
С основаниями образует соли, гидролизующиеся в воде, но устойчивые в спирте. Алкилирование К-соли фталимида алкилгалогенидами и послед. гидролиз — классический метод синтеза первичных аминов (см. Габриеля реакция). В реакции имиды с галогенами или гипогалогенитами образуются N-галогенимиды (например, N-бромсукцинимид), применяемые в органическом синтезе как источники атомарного или положительно заряженного галогена. В присутствии оснований N-галогенимиды претерпевают перегруппировку Гофмана. Обработка фталимида щелочным гипохлоритом лежит в основе промышленного метода получения антраниловой кислоты. При взаимодействии цикличных имидов с избытком NaNH2 образуется дианион, алкилирующийся по a-атому углерода.
Так же применяется в фармакологии в качестве компонента лечебных препаратов с седативным и психостимулирующим действием на организм.